# Seven Sisters (oliemaatschappijen)
De Seven Sisters (zeven zusters) waren de zeven grote oliemaatschappijen, die tussen de jaren veertig en de jaren zeventig de mondiale productie, raffinage en distributie van olie domineerden.
De Seven Sisters bestonden uit drie oliemaatschappijen die ontstaan waren na het opbreken van Standard Oil door de Amerikaanse regering, aangevuld met vier andere maatschappijen. Door hun oligopolie wisten de Seven Sisters te profiteren van de groeiende vraag naar olie, en maakten ze enorme winsten.
Omdat ze goed georganiseerd waren en als een kartel onderhandelden, wisten de Seven Sisters de olieproducenten in de derde wereld hun wil op te leggen. De macht van de Seven Sisters verminderde aanzienlijk toen de Arabische staten controle over olieproductie en prijzen begonnen te krijgen, vooral na het oprichten van de OPEC en de oliecrisis van 1973.

## De Seven Sisters
1. Anglo-Persian Oil Company (APOC) - De maatschappij staat nu bekend als BP.
2. Gulf Oil - In 1985 werd het grootste deel van Gulf overgenomen door Chevron.
3. Royal Dutch Shell - De maatschappij staat nu bekend als Shell plc.
4. Standard Oil of California ("Socal") - Dit werd Chevron.
5. Standard Oil of New Jersey (Esso) - Gefuseerd met Mobil tot ExxonMobil.
6. Standard Oil Co. of New York ("Socony") (Mobil) - Door een fusie met Exxon werd ExxonMobil gevormd.
7. Texaco - Fuseerde in 2001 met Chevron.

Van de Seven Sisters zijn er vandaag slechts vier over als zelfstandige bedrijven: ExxonMobil, Chevron, Shell en BP. Hun invloed op de mondiale oliemarkt is aanzienlijk verminderd door de opkomst van olieproducenten in onder andere Saoedi-Arabië, Rusland, China, Venezuela, Brazilië en Maleisië.

## De nieuwe Seven Sisters
Voor de oliecrisis van 1973 controleerde de Seven Sisters ongeveer 85 procent van de mondiale oliemarkt.
Na de oliecrisis van 1973 verschoof de controle naar het OPEC kartel en naar staatsoliemaatschappijen zoals Saudi Aramco, Gazprom, China National Petroleum Corporation, National Iranian Oil Company, Petróleos de Venezuela, Petrobras en Petronas. 
In 2007 noemde Financial Times deze de "new Seven Sisters".